# Kernwaffenteststopp-Vertrag
Der Vertrag über das umfassende Verbot von Nuklearversuchen, laut Auswärtigem Amt der Umfassende Atomteststoppvertrag, auch Kernwaffenteststopp-Vertrag, (englisch Comprehensive Nuclear-Test-Ban Treaty, CTBT) ist ein seit 1996 existierender, noch nicht in Kraft getretener internationaler Vertrag, der alle Kernwaffentests verbieten soll.
Der Vertrag wird umgangssprachlich auch als englisch nuclear test ban bezeichnet, wobei diese abgekürzte Bezeichnung auch für den englisch Partial Test Ban Treaty (PTBT) verwendet wurde.

## Zweck
Der Umfassende Atomteststoppvertrag verbietet die Durchführung jeder Art von Kernwaffenexplosion, ob für zivile oder für militärische Zwecke. Auch die Beihilfe dazu ist verboten. Damit geht er über den 1963 in Kraft getretenen Vertrag über das Verbot von Kernwaffenversuchen in der Atmosphäre, im Weltraum und unter Wasser (LTBT) hinaus. Der Vertrag ergänzt den Atomwaffensperrvertrag (NVV) der UN aus dem Jahr 1968.

## Inkrafttreten
Der Vertrag tritt in Kraft, 180 Tage nachdem die in Anlage 2 des Vertrags namentlich angeführten Staaten den Vertrag ratifiziert haben. Diese 44 Staaten sind die, welche laut Angaben der Internationalen Atomenergieorganisation (IAEA) 1995 über Kerntechnologie verfügten, damit also insbesondere auch die offiziellen Atommächte.

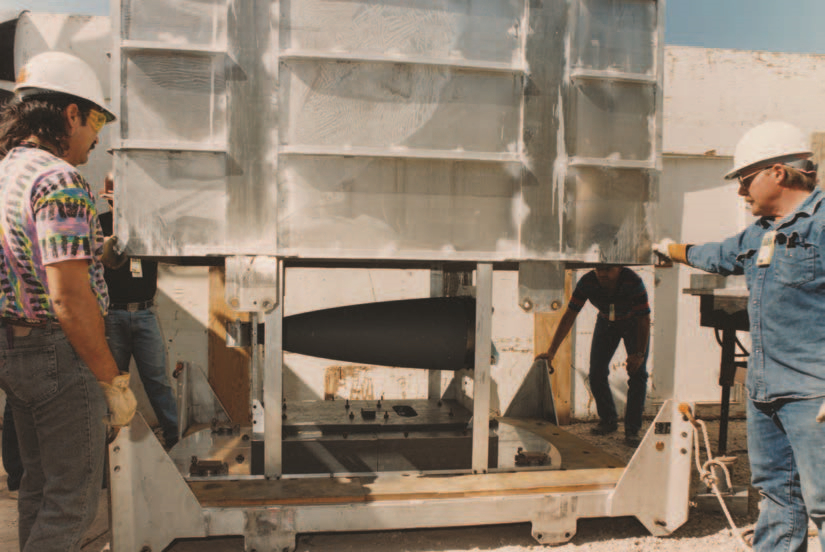
Als Teil der Operation Julin war am 23. September 1992 der Kernsprengkopf Divider der letzte Untererdetest der USA auf dem Testfeld Nevada.

Die Gültigkeitsdauer des Vertrags ist unbegrenzt. Siehe auch der Abschnitt Stand der Ratifikation.

## Geschichte
Nach dem Zerfall der Sowjetunion Anfang der 1990er Jahre initiierten die USA unter George H. W. Bush einen vollständigen Stopp der Produktion von Atomwaffen und speziell auch spaltbarem Material (vgl. Hanford oder Rocky Flats). Diese Agenda wurde von Bill Clinton fortgesetzt. Wenige Jahre später wurde der der Umfassende Atomteststoppvertrag von der UN-Abrüstungskonferenz ausgearbeitet und am 10. September 1996 mit 158 von 173 Stimmen von der UN-Generalversammlung angenommen. Seitdem liegt er der internationalen Staatengemeinschaft zur Unterzeichnung und Ratifizierung vor.
Am 19. November 1996 wurde die Vorbereitende Kommission (Preparatory Commission, kurz PrepCom) als Vorläufer der CTBTO gegründet. Sie ist damit beauftragt, das Inkrafttreten des Vertrages vorzubereiten und insbesondere das internationale Überwachungssystem aufzubauen. 

## Organisation
Um die Einhaltung des Vertrags sicherzustellen, beinhaltet er die Gründung der Organisation über das umfassende Verbot von Nuklearversuchen (CTBTO). CTBTO ist damit beauftragt, ein Überwachungssystem aufzubauen, das Kernwaffenexplosionen weltweit registrieren kann. 

## Überwachung und Kontrolle
Das Überwachungssystem der CTBTO besteht aus einem Netz von weltweit verteilten Messstationen zur Überwachung von Erderschütterungen, Radionukliden, Wasserschall und Infraschall, die ihre Messungen dem internationalen Datenzentrum in Wien übermitteln. Darüber hinaus sind angemeldete Vor-Ort-Inspektionen vorgesehen.
Bis August 2021 waren 321 von 337 vorgesehenen Messstationen zertifiziert und voll funktionsfähig.

## Stand der Ratifikation

Karte der Vertragsstaaten. Bedeutungen der Farbgebungen:
Annex 2, unterzeichnet und ratifiziert
Annex 2, unterzeichnet
Annex 2, nicht unterzeichnet
nicht im Annex 2, unterzeichnet und ratifiziert
nicht im Annex 2, unterzeichnet
nicht im Annex 2, nicht unterzeichnet

Deutschland und Österreich haben das Abkommen 1998, die Schweiz 1999 ratifiziert.
Von den 44 Kerntechnik-Staaten haben 41 unterschrieben und 36 ratifiziert. Damit der Vertrag in Kraft tritt, müssen ihn die folgenden Staaten noch ratifizieren: Ägypten, die Volksrepublik China, Indien, Iran, Israel, Nordkorea, Pakistan und die USA (Ratifizierung am 13. Oktober 1999 vom Senat abgelehnt), sowie Russland, das seine 2000 erfolgte Ratifizierung Ende 2023 zurückzog.
Von diesen Staaten haben Indien, Pakistan und Nordkorea den Vertrag jedoch noch nicht einmal unterschrieben. Von Indien wird diese Position bisher mit den mangelnden Abrüstungsbemühungen der Atommächte begründet, die sich im Artikel 6 des Atomwaffensperrvertrags verpflichtet haben, „in redlicher Absicht Verhandlungen zu führen […] über einen Vertrag zur allgemeinen und vollständigen Abrüstung unter strenger und wirksamer internationaler Kontrolle“, die Zusage bisher aber nicht umgesetzt haben. Im Zuge ihrer Grenzstreitigkeiten im Kaschmir-Konflikt wurden von Indien und Pakistan im Frühjahr 1998 sogar mehrere unterirdische Atomtests durchgeführt. Beide Länder haben seitdem keine weiteren Tests mehr unternommen, allerdings führte Nordkorea seit 2006 mehrere Kernwaffentests durch.

### Stand Juli 2025
Mit Stand Juli 2025 haben 187 von 196 Staaten den Vertrag unterschrieben und 178 ratifiziert. Der aktuell letzte Staat, der den Vertrag ratifizierte, war Papua New Guinea am 13. März 2024.
Siehe auch die aktuelle Übersicht/Dashboard auf der CTBTO-Webseite (Weblinks).